# Анастасия (дочь Валента II)
Анастасия (лат. Anastasia, годы жизни неизвестны, ок. 360-х гг.) — дочь императора Валента II.
Информации о ней практически не сохранилось, за исключением сообщений Сократа Схолостика, Эрмия Созомена и Пасхальной хроники. Сообщается, что Анастасию и её сестру Каросу учил грамоте новацианский пресвитер Маркиан, а также что в честь Анастасии Валентом были выстроены в Константинополе термы. Последнее не верно — бани были построены еще Константином I и названы в честь его сестры.